# Sten Konow
Sten Konow (17 avril 1867 – 29 juin 1948) est un indologue norvégien. Il est professeur de philologie indienne à l'Université Christiania d'Oslo de 1910 à 1914, avant de rejoindre l'Université de Hambourg où il est professeur d'histoire et de culture indiennes. Il revient à Oslo en tant que professeur de langues et d'histoire indiennes en 1919. Il est spécialiste des langues tibéto-birmanes.

## Biographie

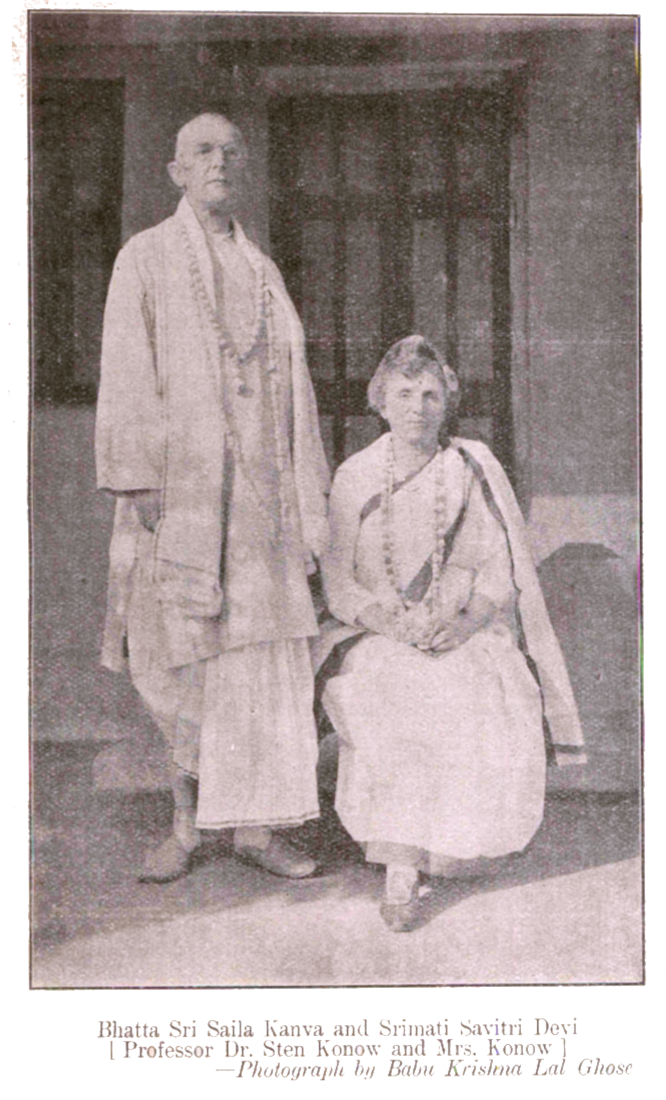
Konow et sa femme en Inde

Sten Konow est né à Sør-Aurdal dans le Oppland où son père, Wollert Otto Konow (1833-1895) est pasteur de paroisse, marié à Henrikka Christiane Johanne Molde Wolff (1841-1927). Konow étudie l'art et obtient son diplôme à Lillehammer en 1884. Il étudie ensuite à Kristiania avant de déménager à Halle et de travailler à la bibliothèque de l'Université d'Oslo pendant un certain temps. En 1890, il rassemble un lexique norvégien. Il reprend ses études en philologie indienne à l'Université de Halle sous la direction de Richard Pischel et obtient un doctorat en 1893 avec des études sur le Sāmavidhānabrāhmana. Il travaille à Berlin de 1894 à 1896, puis revient à Kristiania et travaille comme chercheur. En 1900, il est embauché pour travailler à l'Enquête linguistique de l'Inde sous la direction de George Abraham Grierson. Il continue à travailler sur l'enquête depuis l'Angleterre, puis depuis la Norvège. Il traduit le Karpuramanjari de Rajasekhara, qui est publié en tant que volume 4 de la Harvard Oriental Series en 1901. En 1906, il est nommé épigraphiste du gouvernement et voyage à travers l'Inde, participant aux fouilles de Sarnath. Il revient en Norvège en 1908 puis devient  professeur à l'Université de Hambourg (1914-1919) puis à Oslo jusqu'à sa retraite en 1937.
Konow épouse Anne Helene Schorcht née Heyerdahl (1869–1930) en 1904 et ils ont une fille, Agnes Helene, qui épouse l'étudiant de Konow, le linguiste Georg Morgenstierne. Avec Morgenstierne, il a établi que les langues « cafres » du nord de l’Afghanistan appartenaient à l’arbre linguistique indo-iranien. Konow est l'un des rédacteurs fondateurs de la revue Acta Orientalia,,,.